# حملقة (فيزولوجيا)

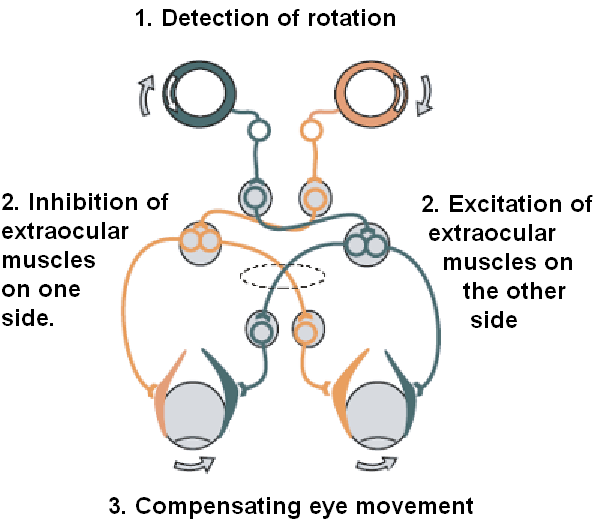

مصطلح الحملقة أو الطَرْف أو النظرة كثيرا ما يستخدم في علم وظائف الأعضاء لوصف الحركة المنسقة لكل من العينين والرقبة.

## الحملقة المتقارنة
الحملقة (النظرة) المتقارنة هي حركة كلتا العينين في نفس الاتجاه في نفس الوقت، ويشير شلل الحملقة المتقارنة إلى ضعف في هذه الوظيفة. ويتحكم في الحملقة المتقارنة أربعة آليات مختلفة:
- حركة العين الرمشية التي تسمح بالتوجيه الإرادي لمجال الحملقة
- التتبع السلسل الذي يسمح للفرد بتتبع عنصر متحرك
- الرأرأة التي تشمل كلا الرأرأة الدهليزية والرأرأة العينية الحركية. حيث يستعيد النظام الدهليزي النظرة كتعويض لدوران الرأس في حين أن نظام الاستجابة العينية الحركية تستعيد النظر رغم تحرك البيئة الخارجية.
- منعكس دهليزي عيني الذي يصحح حركات الرأس للحفاظ على ثبات الصورة المرئية.